# 猴场苗族仡佬族乡
猴场苗族仡佬族乡是中华人民共和国贵州省安顺市普定县下辖的一个民族乡。

## 行政区划
猴场苗族仡佬族乡下辖以下村级行政区划单位：
猴场村、跌牙冲村、后冲村、格道村、漏寨村、煤冲村、水落洞村、仙马村、沙子坡村、小谷毛村、大地村、猛舟村、老甲寨村、猛正村、猛架村、杨家寨村和杉树冲村。